# Peter Waage

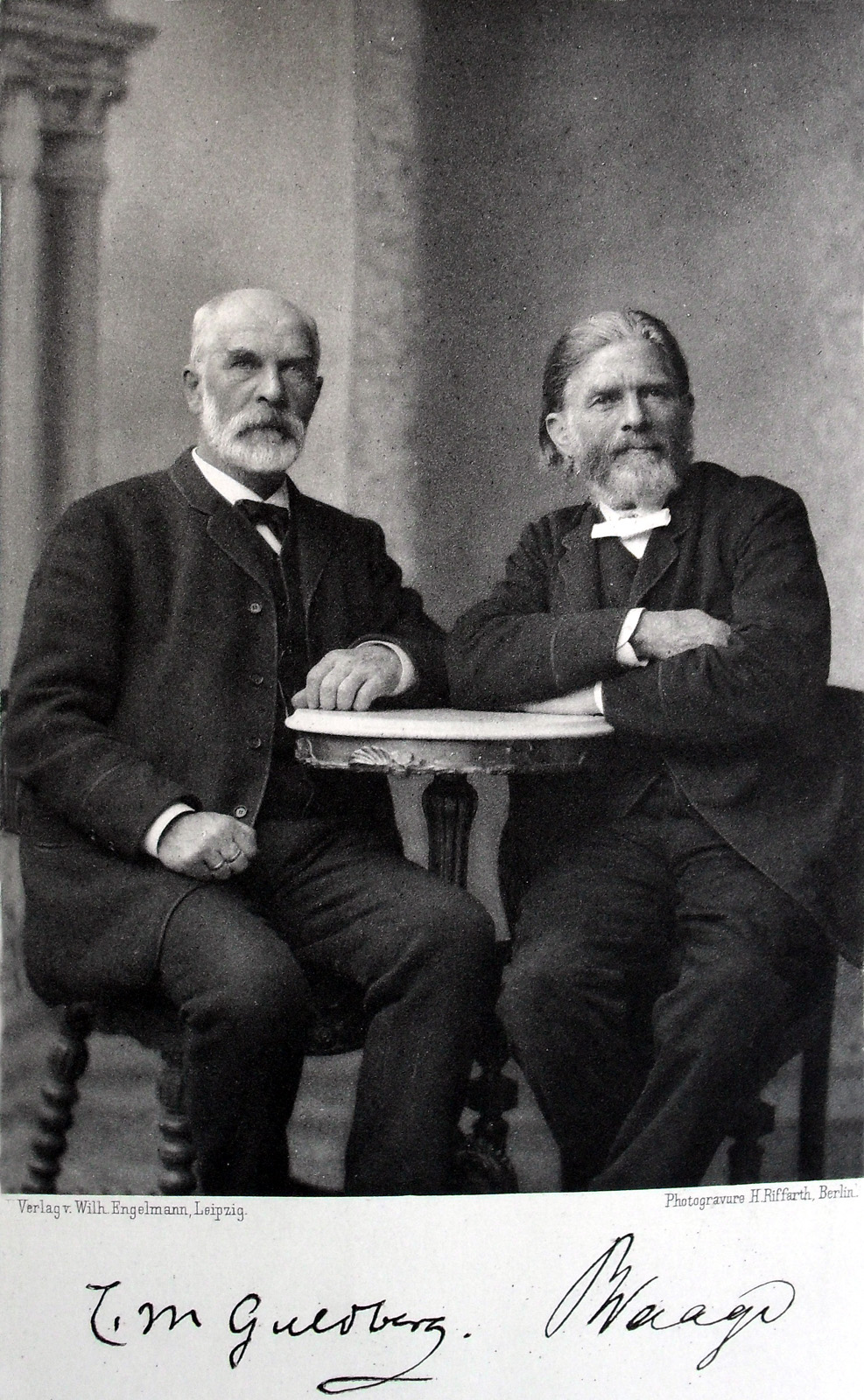
Guldberg och Waage

Peter Waage, född 29 juni 1833 i Flekkefjord, död 13 januari 1900 i Kristiania, var en norsk kemist. Han är mest känd för att tillsammans med Cato Guldberg ha formulerat Guldberg-Waages lag.

## Biografi
Waage blev student 1854 och filosofie kandidat 1855. År 1858 erhöll han guldmedalj vid Kristiania universitetet för en avhandling om Syreradikalernes theori, varefter han utnämndes till lektor i kemi vid universitetet 1862 och till professor 1866, med vilken befattning han sedan förenade föreståndarskapet för kemiska laboratoriet.
Bland hans vetenskapliga arbeten kan nämnas Omrids af krystalografien (tillsammans med Henrik Mohn, 1859), Études sur les affinités chimiques (tillsammans med Cato Guldberg, 1867) och Untersuchungen über die chemischen Affinitäten (tillsammans med Guldberg, 1899; i Wilhelm Ostwalds "Klassiker der exakten Wissenschaften", n:r 104). Han framträdde även i facktidskrifter och dagspress med ett stort antal artiklar av vetenskapligt och praktiskt värde. Sedan mitten av 1870-talet sysselsatte han sig mycket med undersökningar av rusdrycker. Vid sidan av sin vetenskapliga verksamhet inlade han stora förtjänster om bildandet av ynglingaföreningarna i Norge.